# 布雷克洛克高中
布雷克洛克高中（Thomas Aston Blakelock High School），是加拿大安大略省奥克维尔市（Town of Oakville）的一所高中，也是奥克维尔第二悠久的高中，始建于1957年，大约有1100名学生。学校的图标是一只虎头，学校的运动队被称为老虎队。
布雷克洛克高中是西奥克维尔唯一一所公立高中。校长是Mr.Barnes。

## 外部連結
- 学校网址 （页面存档备份，存于）